# Galeria Municipal de Arte Victor Kursancew
A Galeria Municipal de Arte Victor Kursancew foi criada pelo decreto nº 4.461, de 17/02/1982, tendo como sede permanente a Casa da Cultura Fausto Rocha Junior. Objetivando, em especial, estimular discussões sobre a arte contemporânea, a Galeria periodicamente promove exposições. O espaço de 130 m² oferece aos artistas o espaço físico para exposição de seus trabalhos, bem como atividades voltadas para a comunidade em geral, como oficinas, encontros e palestras.
Dentre os projetos facilitados pela galeria, destaca-se o Salão dos Novos de Joinville, evento nacionalmente reconhecido por promover a exibição pública de novos artistas. Além de receber artistas de referência na área, o espaço visa a proporcionar uma maior interação com a formação artística, servindo de plataforma para a exibição dos trabalhos artíticos realizados pelos alunos da Escola de Artes Fritz Alt. 